# Ipomoea coriacea
Ipomoea coriacea är en vindeväxtart som beskrevs av Jacques Denys Denis Choisy. Ipomoea coriacea ingår i släktet praktvindor, och familjen vindeväxter. Inga underarter finns listade i Catalogue of Life.